# Ditlev Reventlow (1654-1701)
 Der er flere personer med dette navn, se Ditlev Reventlow.
Ditlev Reventlow (23. august 1654 på Futterkamp – 4. november 1701 i Slesvig by) var en dansk gehejmeråd, broder til Conrad og Henning Reventlow og far til Ditlev og Heinrich Reventlow.
Han var søn af kansler Ditlev Reventlow. Han blev 1665 immatrikuleret ved universitetet i Kiel, udnævntes 1687 til etats- og landråd, 1693 til konferensråd og 1696 til gehejmeråd. 18. november 1693 fik han Det hvide Bånd. Efter faderen arvede han Reetz, som han afhændede 1679, og erhvervede derefter (før 1687) Testorf samt ved grev Burchard Ahlefeldts konkurs 1694 Saxtorf og Collmar. Af grev von der Nath købte han 1696 Schmoel og Hohenfelde og af Hans Rantzau Quarnbek, som hans enke solgte 1705. Desuden ejede han Oregaard på Fyn. Reventlow var provst for Sankt Johannes' adelige Kloster i Slesvig samt fra 1682 for klosteret i Preetz. Han døde 4. november 1701. Reventlow ægtede 18. november 1676 Dorothea Ahlefeldt (død 12. oktober 1720 på Collmar), datter af Henrik Ahlefeldt til Osterrade og Catharine Ahlefeldt.
Reventlow købte 1686 en gravhvælving i Kavelstorf Kirke (Reetz) til sig og sine syv børn. Han blev dog bisat 11. januar 1702 i Preetz.